# ピート・ウェンツ
ピーター・ルイス・キングストン・ウェンツ3世（Peter Lewis Kingston Wentz III 、1979年6月5日 - ）は、アメリカ合衆国のベーシスト、作詞家。フォール・アウト・ボーイのメンバーで、DCD2レコードの創設者でもある。

## 来歴
ドイツ系の祖父とインディアンの祖母の間に生まれた父とハワイアンの母を持つ。父は弁護士、母はハイスクールのカウンセラーだった。
New Trier高校とNorth Shore Country Day学校に通い、州代表のサッカープレイヤーだった。 

## ソロ活動
自身のファッション・ブランド「Clandestine Industries」を立ち上げ、2006年9月9日にニューヨークのCapitaleでファッションショウが開催される。このショウには、パリス・ヒルトン、ラッセル・シモンズ、ライアン・カブレラ、女優のローレン・コンラッドなど、多数のセレブが訪れた。
2005年、フュエルド・バイ・ラーメンの傘下レーベルとしてディケイダンス・レコードを設立。
2010年、新バンド、ブラック・カーズを結成した。

## 私生活
ピート・ウェンツは、ポップロック歌手のアシュリー・シンプソンと2008年5月17日に結婚し、11月20日に長男が誕生している（しかし、その後2011年2月に離婚申請をしたことを正式に発表した）。